# Zabałaccie (rejon oktiabrski)
Zabałaccie (biał. Забалацце; ros. Заболотье, Zabołot'je; pol. hist. Zabołocie) – wieś na Białorusi, w obwodzie homelskim, w rejonie oktiabrskim, w sielsowiecie Laskowicze.

## Historia
W XIX i w początkach XX w. folwark położony w Rosji, w guberni mińskiej, w powiecie bobrujskim, w gminie Laskowicze. Po I wojnie światowej pod administracją polską, w Zarządzie Cywilnym Ziem Wschodnich, w okręgu mińskim, w powiecie bobrujskim, w gminie Laskowicze. W wyniku postanowień traktatu ryskiego znalazło się w granicach Związku Sowieckiego. Od 1991 w niepodległej Białorusi.